# Зильбер, Борис Иосифович
Борис Иосифович Зильбер (род. 1949, Ташкент) — советский, российский и британский математик, специалист в области математической логики, в настоящее время является профессором Оксфордского университета.
В 1983 году был докладчиком на Международном конгрессе математиков в Варшаве. Окончил Новосибирский государственный университет. В 1975 году на СПбГУ под руководством М. А. Тайцлина защитил кандидатскую диссертацию. Диссертацию доктора физико-математических наук по теме «Несчётно категоричные теории» защитил в 1986 году. До начала 2000-х годов был заведующим кафедрой алгебры и геометрии Кемеровского государственного университета.
Лауреат премий Бервика (2004) и Пойа (2015) от Лондонского математического общества.
Интересные факты
Б.И. известен непредсказуемостью содержания своих занятий со студентами. На одном из семинаров по теории моделей он сформулировал некое утверждение и, подумав, произнёс: «Вот, получилась некая лемма. Если кто-то из вас её докажет, будет иметь именную лемму. Это неплохо — иметь собственную лемму. М-м-м… Впрочем, поздно, я её уже доказал».
В середине 1980-х Б.И. был приглашён на три месяца в Беркли для чтения лекций. Вернувшись в Кемерово, он установил на своей кафедре персональный компьютер 286-й серии, купленный на гонорар от лекций. Это был первый настольный компьютер в университете.
Один из аспирантов кафедры в те же годы рассказывал: «Б.И. — человек эфира, у него нет привычек. Он вернулся из Америки, выложил подарки, взял авоську и как ни в чём не бывало пошёл в магазин занимать очередь».